# Pilosocereus bohlei
Pilosocereus bohlei là một loài thực vật có hoa trong họ Cactaceae. Loài này được Hofacker mô tả khoa học đầu tiên năm 2001.

## Hình ảnh

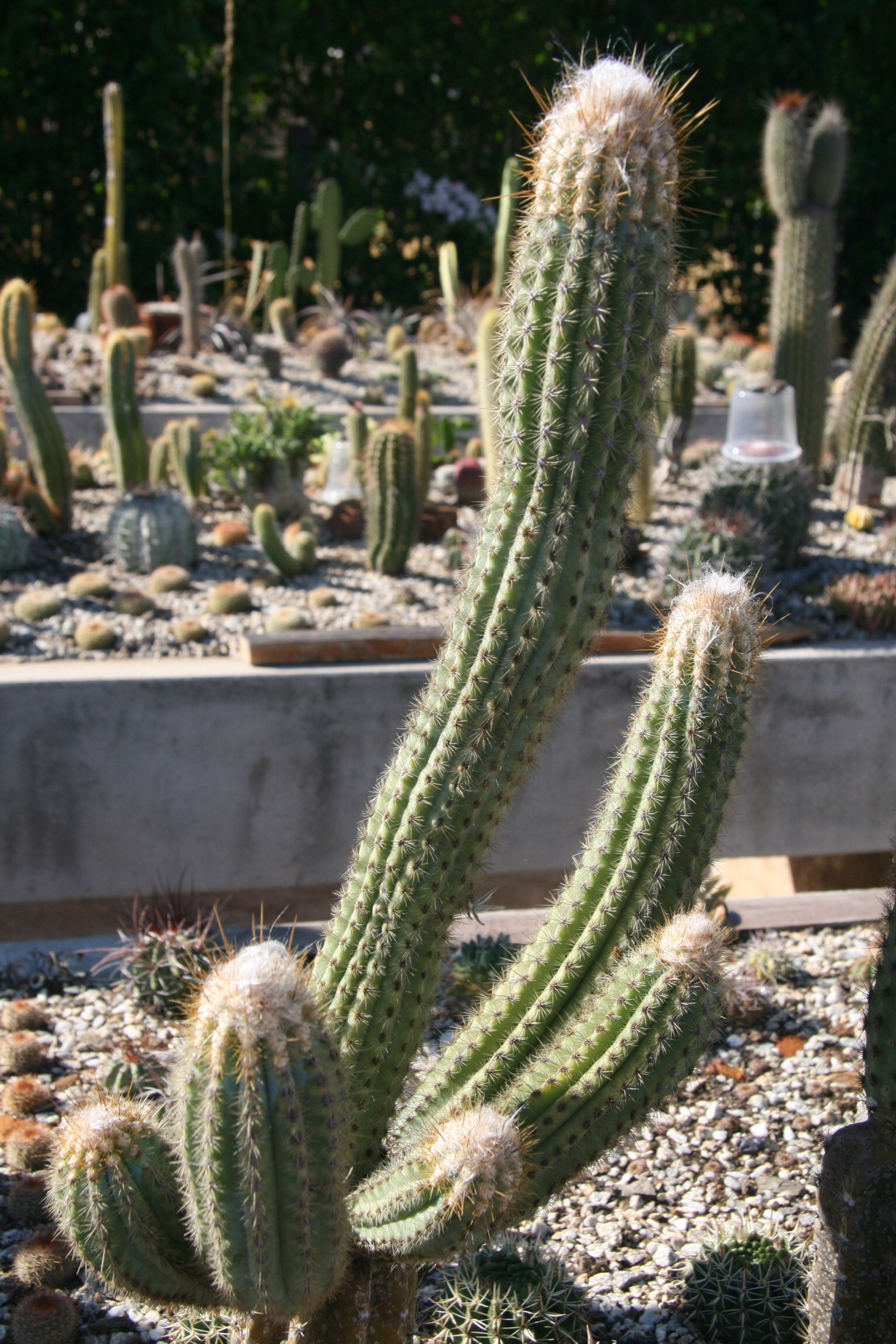